# Кузе (Подляское воеводство)
Кузе (пол. Kuzie) — деревня в Ломжинском повете Подляского воеводства Польши. Входит в состав гмины Збуйна. По данным переписи 2011 года, в деревне проживало 659 человек.

## География
Деревня расположена на северо-востоке Польши, на расстоянии приблизительно 30 километров к северо-западу от города Ломжа, административного центра повета. Абсолютная высота — 113 метров над уровнем моря. Через Кузе проходит региональная автодорога 645.

## История
Согласно «Списку населенных мест Ломжинской губернии», в 1906 году в деревне Кузе проживало 844 человека (419 мужчин и 425 женщин). В конфессиональном отношении большинство населения деревни составляли католики (817 человек), остальные — евреи (23 человека) и лютеране (4 человека). В административном отношении деревня входила в состав гмины Гаврихи Кольненского уезда.
В период с 1975 по 1998 годы населённый пункт являлся частью Ломжинского воеводства.